# 塞西利娅·桑德尔
塞西利娅·桑德尔（瑞典語：Cecilia Sandell，1968年6月10日—），瑞典女子足球运动员。她曾代表瑞典参加1999年国际足联女子世界杯。她也曾参加1996年和2000年夏季奥林匹克运动会。